# Freccia del Brabante 2010
La Freccia del Brabante 2010, cinquantesima edizione della corsa, valida come evento del circuito UCI Europe Tour 2010 categoria 1.1, fu disputata il 14 aprile 2010 per un percorso di 200,5 km. Fu vinta dal belga Sébastien Rosseler, al traguardo in 4h45'07" alla media di 42,193 km/h.
Furono 51 i ciclisti che portarono a termine il percorso.

## Ordine d'arrivo (Top 10)
| Pos. | Corridore           | Squadra       | Tempo    |
| ---- | ------------------- | ------------- | -------- |
| 1    | Sébastien Rosseler  | RadioShack    | 4h45'07" |
| 2    | Thomas De Gendt     | Topsport Vl.  | s.t.     |
| 3    | Jurgen Van De Walle | QuickStep     | s.t.     |
| 4    | Paul Martens        | Rabobank      | a 43"    |
| 5    | Philippe Gilbert    | Omega Pharma  | s.t.     |
| 6    | Thomas Voeckler     | Bouygues Tel. | s.t.     |
| 7    | Björn Leukemans     | Vacansoleil   | a 46"    |
| 8    | Greg Van Avermaet   | Omega Pharma  | a 57"    |
| 9    | Óscar Freire        | Rabobank      | s.t.     |
| 10   | Daniel Moreno       | Omega Pharma  | s.t.     |